# 常玮平
常玮平（1984年4月14日—），陕西凤翔人，中国维权律师。多次代理敏感人权案件，包括法轮功、家庭教会、愛滋病歧视等议题。2020年10月，常玮平被控煽动颠覆国家政权罪指定居所监视居住，期間遭遇酷刑。2021年4月7日，常玮平被宝鸡市检察院批准以涉嫌颠覆国家政权罪执行逮捕，目前羁押在陕西省宝鸡市凤县看守所。獲得2021年中國人權律師獎。

## 生平
常玮平出生于陕西省宝鸡市凤翔县城关镇周家门前村五组。2000年就读于凤翔中学。2003年考上重庆大学。2007年毕业于重庆大学化学系材料化学专业。毕业后先在海南海马汽车工作。2009年开始自修律师资格，2011年通过考试，2013年取得律师执照。

## 律师生涯
取得律师职业资格后，常玮平挂靠陕西立刚律师事务所。常玮平介入了很多公益和敏感案件，例如无锡413寻衅滋事案、江苏无锡访民王金娣寻衅滋事案、南京王健寻衅滋事案、焦作李玉凤寻衅滋事案、沈阳林明洁寻衅滋事案、郑州曹春生杀人案、维护江苏昆山访民王和英合法权益等。

## 代理案件被作为证人扣留审讯24小时
2014年7月17日，河南省焦作市中站派出所民警王军干命案嫌疑人许有臣、张小玉夫妇聘请常玮平作为他们的代理律师。21日，常玮平到焦作市公安局中站分局递交委托手续，却被警方要求提供和张小玉的通话记录。常玮平根据律师法保密原则坚持回绝，双方僵持到晚上10点时，焦作警方以涉嫌故意杀人罪强制传唤常玮平讯问并提取了所有手机通话记录，至22日上午10点，传唤被解除。常玮平在被传唤的12小时一直被锁在审讯椅上。焦作警方的明显违法行为引起了大量舆论关注。《中国青年报》在25日对此事做了详细的报道。

## 停业
2018年10月14日，常玮平被陕西省宝鸡市司法局停业3个月。2018年11月22日，其所执业的陕西立刚律师事务所被注销。2019年1月14日，其停业三个月期满后，在陕西省内与至少十家律师事务所接洽，但长达6个月的时间，其接洽超过十家律所，不是即将签约时突然变卦不再签约，就是将申请转所手续交到司法厅办事窗口后十几分钟就接到律所解聘的电话。

## 厦门会议和第一次指定居所监视居住
2019年12月8日，常玮平参加了厦门会议。
2020年1月12日晚10时左右，常玮平在西安自己的住处被警察带走。13日，宝鸡市司法局注销常玮平律师证。14日早8点左右，常玮平妻子接到宝鸡高新分局国保大队电话，被告知常玮平因危害国家安全，已经被指定居所监视居住。1月21日下午5点左右，常玮平获释回家。

## 取保候审、在YouTube频道披露酷刑和第二次指定居所监视居住
2020年1月23日，宝鸡市公安局高新分局以煽动颠覆国家政权罪对常玮平取保候审，并以不可离开取保候审地为由，限制常玮平离开宝鸡。
从2020年3月15日开始，常玮平开始每日录制一个生活日志短视频，取名“趣宝日志”，并开始上传到名为Danny Crane的个人YouTube频道。
2020年10月14日晚，常玮平在趣宝日志209期末尾表示，“今天宝鸡的国保还是在六营村见了我一面，考虑到当前的形势，我明天会对我今年的事情有一个比较重要的发布”。
10月15日晚，常玮平表示身体不适，推迟发布声明。
10月16晚趣宝日志211期，常玮平做出声明，披露自己在指定居所监视居住期间，遭到了酷刑。“我被锁在宝钛宾馆招待所的房间的老虎凳上，每天24小时，10天的时间，这是一种极端的酷刑。对我造成的伤害是，我右手的食指和无名指到现在依然是麻木的、没有知觉或者知觉不正常。”
10月22日，常玮平失联。2020年10月22日晚，常玮平的妻子接到宝鸡市张姓警察的电话，称“由于常玮平违法犯罪被指定居所监视居住”。11月3日，常玮平家属收到宝鸡警方的指定居所监视居住通知书，涉嫌罪名为煽动颠覆国家政权罪。
2021年4月7日，常玮平被宝鸡市检察院批准以涉嫌颠覆国家政权罪执行逮捕，羁押在陕西省宝鸡市凤县看守所。

## 颠覆国家政权罪
2022年7月26日，常玮平涉嫌颠覆国家政权罪一案在陕西宝鸡凤县秘密开庭审理。25日，妻子陈紫娟从深圳飞抵西安，然后和家人开车前往凤县，准备第二天到法院门外声援。当晚在高速公路凤县出口被十多名警察以防疫名义拦截，直到26日上午庭审结束。
2023年6月8日，他被凤县法院以颠覆国家政权罪判处有期徒刑3年6个月，刑期至2024年7月。其家人表示，这是习近平当局对下陷入困境的公民社会之最新打击。

## 家庭
常玮平父亲常拴明曾担任村党支部书记。常玮平为家中老小，大姐叫常文平，还有一个二姐。常玮平妻子陈紫娟，两人为凤翔中学同学，育有一子。因不堪政府的监视和骚扰以及担心被捕，陈紫娟和儿子于2022年10月下旬移居美国。